# ایلایدا آکدوغان
ایلایدا آکدوغان (انگلیسی: İlayda Akdoğan؛ زادهٔ ۲۱ ژوئیهٔ ۱۹۹۸) بازیگر اهل ترکیه است. وی از سال ۲۰۰۴ میلادی تاکنون مشغول فعالیت بوده‌است.
از فیلم‌ها یا برنامه‌های تلویزیونی که وی در آن نقش داشته‌است می‌توان به ظهور امپراطوری‌ها: عثمانی اشاره کرد.